# Stèles funéraires gallo-romaines
Les Stèles funéraires gallo-romaines désignent des objets en pierre, de nature funéraire, généralement taillés dans un seul bloc et de forme plate, portant des inscriptions, des gravures, des sculptures ou parfois des peintures. Elles servaient principalement à marquer l’emplacement d’une tombe et à identifier le défunt. Ces stèles, placées debout ou couchées, désignent également d’autres types d’artefacts archéologiques, tels que des piliers ou des tablettes en pierre érigées. On peut supposer que des versions similaires disparues ont existé dans des matériaux périssables, comme le bois ou la terre.

## Contexte

### Environnement: les nécropoles
Ces stèles gallo-romaines, bien que parfois trouvées en remploi, étaient donc destinées à un usage de marqueur de tombes au sein de nécropoles. Dans toute société humaine, il a souvent été nécessaire de trouver une place pour les morts. Durant l'Antiquité, chez les Romains puis en Gaule romaine, la nécropole est située à l'extérieur du pomerium (enceinte sacrée de la ville), surtout le long des voies d'accès de la ville. On peut citer le cas des nécropoles d'Augustodunum (Autun, Saône-et-Loire) qui illustre ce point
. Ces nécropoles abritent de nombreuses solutions, plus ou moins riches, afin de marquer le territoire de sa présence même après sa mort, comme des monuments funéraires, stèles ou piles. Les tombes constituant ces nécropoles peuvent être divisées en deux catégories selon le traitement du défunt, qui ne sont pas, à eux seuls, des véritables marqueurs définitifs de la richesse ou de la catégorie sociale des défunts.

#### Tombes à incinération
La pratique de la crémation (ou incinération) est caractérisée par un cortège funèbre escortant le défunt transporté sur une civière jusqu’au bûcher funéraire, disposé sur le sol ou en fosse, souvent situé au sein de la nécropole, sur lequel étaient préalablement disposés de la nourriture, des récipients et autres objets familiers du défunt afin d’accompagner celui-ci dans la mort. Ces buchers souvent individuels, après la crémation, sont scellés et remblayés. Les restes humains, principalement les os calcinés , sont prélevés et déposés dans un récipient, ou urne. En Gaule romaine, comme dans tout le monde romain, une prédominance des incinérations est visible pour le Ier et IIe siècles.

#### Tombes à inhumation
L'incinération est peu à peu remplacée, sans disparaître dans un premier temps, par l’inhumation au cours du IIIe et surtout IVe siècle av. J.-C.. La pratique de l’inhumation consiste en la déposition du corps du défunt dans une tombe. Il est parfois déposé dans un cercueil, souvent en bois pour cette époque, qui n’est discernable par l‘archéologie qu’avec les empreintes ou les clous. Il arrive que des sarcophages en pierre ou en plomb soient utilisés pour l'inhumation surtout pour des périodes un peu plus tardives.

#### Protection rituelle de la tombe
Le mobilier associé à ces tombes est principalement issu de la vie quotidienne et nous informe sur les pratiques et rites liés à ces évènements. On y retrouve des pièces de monnaies, de la parure (fibules ou bijoux), des récipients, des balsamaires entre-autres. Ces objets peuvent parfois être rapprochés des représentations iconographiques des défunts sur les stèles. Ces dépôts, notamment ceux associés à la vaisselle quotidienne, bien que pas systématiquement présents nous montrent l'importance de la pratique du banquet dans la culture romaine, bien qu'aucun témoin matériel de ces rites, que ce soit des restes alimentaires ou de foyers associés à ces pratiques. C'est aussi le cas des libations, hypothétiquement témoignés par certaines cruches et longs vases retrouvés mais aussi et surtout par des dispositifs de canaux et conduits, pourtant rarement retrouvés . Ces rites se pratiquent aussi bien lors des funérailles que dans le cadre du culte de la mémoire et des défunts. La plupart du mobilier retrouvé dans les tombes peuvent trouver un écho dans les représentation présentes sur les stèles funéraires.

### Histoire et évolution

#### Émergence des stèles funéraires en Narbonnaise

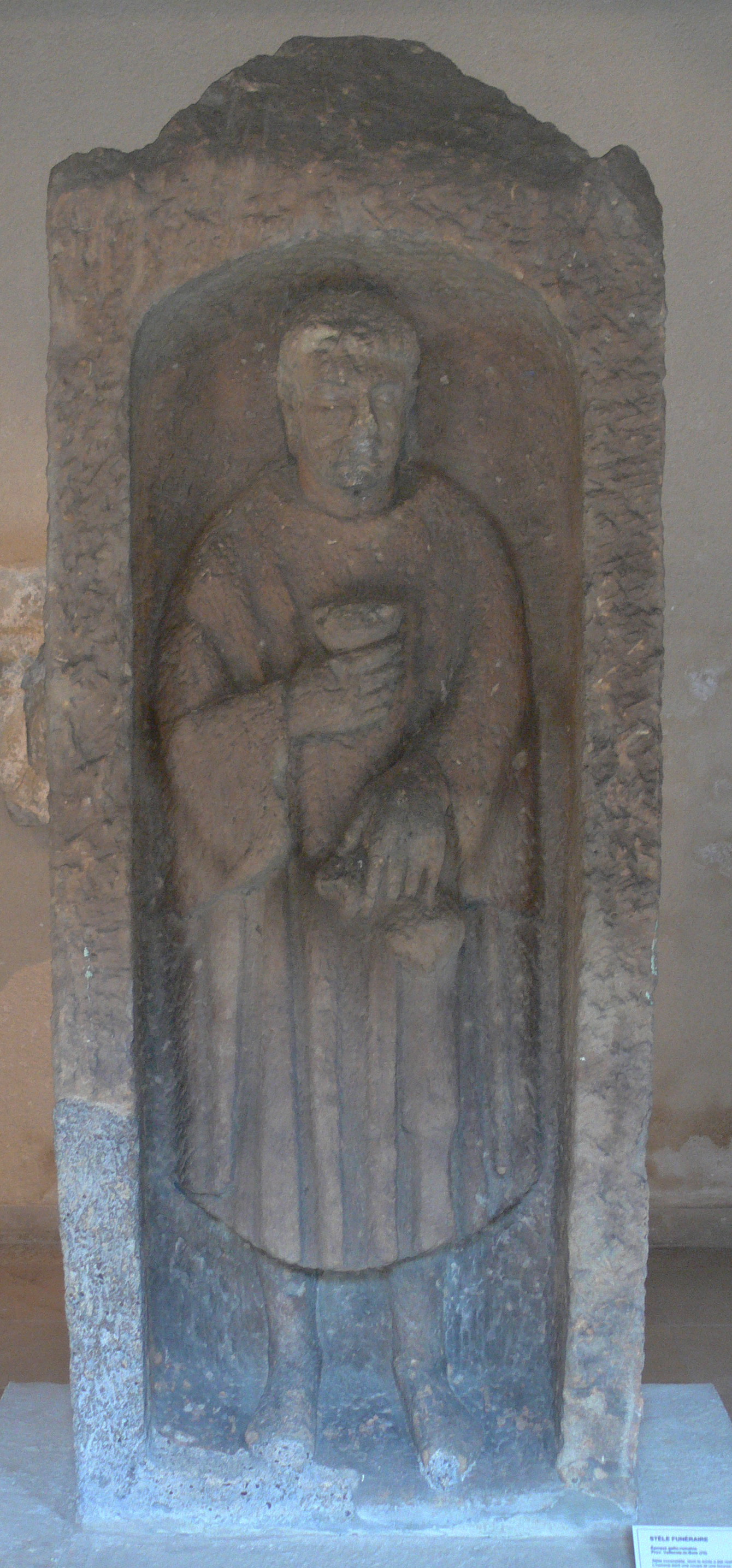
Stèle gallo-romaine, Musée Georges Garret (Vallerois-le-Bois)

Au Ier siècle, les stèles funéraires apparaissent d’abord en Narbonnaise sous l’influence de l’Italie. Ces premières stèles, d’inspiration romaine, intègrent des représentations en buste ou à mi-corps, marquées par un souci de réalisme et de rigueur. Ces monuments sont souvent encadrés par des éléments architecturaux tels que des niches, frontons ou acrotères évoquant des temples. L’introduction de l’effigie personnelle est une innovation majeure. Ces stèles ne se limitent plus à mentionner le nom du défunt, mais commencent à inclure son portrait et parfois des gestes ou des attitudes symbolisant des relations affectives ou familiales. Cette personnalisation souligne l’importance croissante de l’individu dans l’expression funéraire.

#### Diffusion et diversification
À partir de la fin du Ier  et au début du IIe siècle, l’usage des stèles funéraires se diffuse dans toute la Gaule. La généralisation de ces monuments coïncide avec une période de prospérité économique sous les Antonins. On retrouve de nombreuses formes de stèles et monuments telles que les stèles ou cippes qui présentent des motifs variés et s’adaptent à des dimensions diverses. Leur face antérieure est souvent sculptée. On trouve les monuments funéraires plus imposants, aussi nommé mausolées. Ces structures rectangulaires apparaissent au milieu du IIe siècle, particulièrement dans le nord-est de la Gaule. Elles associent des représentations du défunt à des scènes de la vie quotidienne ou des allégories. Enfin, en moins grands nombres, il existe des autels funéraires, surtout en Narbonnaise et à Lyon ainsi que de rares sarcophages.

#### Crise et raréfaction
Les troubles du IIIe siècle entraînent une diminution notable des monuments funéraires, stèles comprises. Les sarcophages, plus résistants et donc plus adaptés à cette période instable, gagnent en popularité. Cependant, leur coût les réserve aux classes les plus aisées. Les stèles deviennent rares au profit des sarcophages, et leur iconographie évolue progressivement vers des motifs chrétiens, marquant le déclin des références gréco-romaines classiques.

## Analyse épigraphique
Les inscriptions sur les stèles funéraires, bien qu'éparses et parfois fragmentaires, constituent un héritage inestimable pour reconstituer la vie quotidienne, les croyances et les relations sociales des populations gallo-romaines. Leur étude, relevant de l'épigraphie latine, conjointe avec les éléments iconographiques permet de mieux comprendre la diversité des pratiques funéraires dans cette région. Ces éléments textuels ajoutent une dimension supplémentaire à l’interprétation des objets représentés ainsi qu'une datation plus précise, réalisée en étudiant les modes d'inscription.

### Structure des épitaphes
Dans l'ensemble de l'Empire romain, une épitaphe se présente toujours sous la même forme et structure bien que des variations soient possibles en fonction des périodes. Elle contient en premier lieu la mention Dis Manibus (aux dieux Mânes). Les dieux Mânes sont des dieux mineurs, souvent vénérés lors de cultes personnels ou au sein d'une famille. On lit ensuite le nom du défunt dont sa filiation principale auprès de son père, son âge exprimé en années (annis), mois (mensibus) et jours (diebus). Il peut aussi faire mention de ses relations familiales avec des mentions du conjoint (coniux), des parents ou des enfants (filius ou filia) qui peuvent avoir fait érigé le monument ou la stèle. Et enfin, cette inscription se termine le plus souvent par une des formules prédéfinies qui demande le repos du défunt.
Bien que rédigées en latin, les inscriptions révèlent parfois des influences linguistiques locales, notamment gauloises. Ces régionalismes peuvent se manifester dans les noms ou les tournures grammaticales. L'économie d'espace pousse à utiliser des abréviations courantes comme celles listées ci-contre, mais aussi pour les 11 prénoms romains les plus courants.
- DM(S): Dis Manibus (Sacrum)
- HSE : Hic Situs Est (ici repose)
- STTL : Sit Tibi Terra Levis (que la terre te soit légère)
- OBQ : Ossa (tua) Bene Quiescant (que tes os aient bon repos)
- F : Fecit (a fait ériger)

Ces abréviations peuvent aider les spécialistes sur la datation des stèles. Par exemple, l'abréviation de Dis Manibus en D M apparait au IIe siècle. Par la suite, au IIIe siècle, cette formule funéraire est complétée par l’ajout de la lettre S, abréviation de Sacrum .

### Identification du défunt
Ces inscriptions, lorsqu'elles sont présentes, permettent donc d'identifier les défunts. Le nom de celui-ci permet de comprendre son origine, appartenance culturelle et son statut social au sein de la société gallo-romaine. Lorsque le défunt porte un nom en trois parties, il s'agit d'un marqueur de la citoyenneté romaine. En effet, les noms romains, ou tria nomina, sont spécifiquement portés par des citoyens romains, ici surtout des personnes d'origine "gauloise", souvent impliqués politiquement dans la vie d'une cité, à qui certains notables Romains transmettent leurs noms afin d'asseoir la puissance de l'Empire. C'est ainsi que l'on trouve beaucoup des premiers citoyens romain de Gaule portent le nomen (ou nom) Julius, venant de Caius Julius César (Jules César) (exemple). Cependant on peut noter, la survivance du nom "celtique", structuré en un ou deux noms. On peut voir les tendances, de la "romanisation" de la population, au cours de ces siècles, qui tend à se normaliser et se répandre au cours des siècles suivants la conquête de la Gaule.
Certains métiers ou fonctions sont explicitement mentionnés (ex. : fabri lignarii pour un charpentier, veteranus legionis pour un vétéran militaire). Des titres honorifiques comme decurio (membre du conseil municipal) révèlent le rang social. Des épithètes, plus personnels et subjectifs, peuvent être ajoutées pour préciser l’âge (ex. : puella pour une jeune fille) ou les qualités (ex. : pius pour un individu pieux). Les lieux de naissance ou d’appartenance peuvent aussi apparaître. Par exemple, « origine de la tribu Lingones » peut être spécifié pour un habitant des environs de Dijon.

### Exemple d'épitaphe latine
- CIL (Corpus Inscriptionum Latinarum), XII, 3453 Nemausus (Nîmes)
- D(is) M(anibus) / SEXTI AVII / CAPELLIANI / LICINIA FAV / STINA MARITO / SIBI MERENTIS / SIMO SUB ASCIA / POSUIT (Aux dieux Mânes de Sextus Avius Capellianus, Licinia Faustina, pour son mari le plus méritant, a fait placer (ce monument) sous l'ascia.)

Grâce à cette inscription, nous pouvons émettre quelques hypothèses sur le défunt. Dans un premier temps, nous pouvons voir que le nom du défunt est composé des tria nomina, ce qui lui confère le statut de citoyen romain. Quant à la datation, nous pouvons nous référer au fait que Dis Manibus est ici abrégé en D M, ce qui place la gravure de cette stèle aux alentours du IIe siècle.

#### L'ascia, ou dédicace sous l'ascia
On peut voir dans cet exemple la mention de l'ascia. L’ascia, un outil antique proche de l’herminette, est fréquemment représentée sous forme de dessins schématiques sur les tombeaux et stèles funéraires. Bien que son origine et sa signification religieuse demeurent mystérieuses, elle a suscité de nombreuses interprétations et théories au fil du temps. La principale hypothèse est le rôle de protection de cet objet évoqué pour le défunt mais aussi et surtout pour la tombe. Cette représentation, ou simple mention dans certains cas, serait un acte rituel qui aurait pour but d'assurer l'inviolabilité de la tombe.

## Iconographie
L'identification de ce défunt passe aussi, si la stèle funéraire présente un décor figuré, par la représentation du défunt. Si la distinction entre les deux pratiques funéraires d’inhumation et de crémation ne témoigne pas de la richesse de la tombe en elle-même et donc encore moins de celle de l’individu ou de sa famille. C’est moins le cas en ce qui concerne les stèles funéraires et la représentation figurant sur celle-ci. Contrairement à l’art funéraire italien de la même époque, les stèles gallo-romaines privilégient une représentation réaliste, souvent sans emphase. Cette volonté de rendre la « réalité concrète » s’observe particulièrement dans les scènes de la vie quotidienne ou les objets liés à l’activité professionnelle du défunt.

### Représentation du défunt
Les personnages et objets représentés sur ces monuments témoignent souvent de rites, de statuts sociaux ou encore des métiers des défunts, reflétant ainsi des aspects clés de leur existence.
Les figures humaines sculptées, qu'elles soient représentées en buste ou en pied, occupent une place centrale dans ces stèles. Leur posture, leurs vêtements et les objets qu'elles portent sont autant d'indices sur leur identité et leur fonction symbolique. En Gaule, les défunts sont généralement représentés dans un costume indigène, parfois agrémenté d’éléments spécifiques (tuniques, manteaux frangés, écharpes). La présence de détails comme des coiffures ou des barbes permet de distinguer hommes et femmes et de souligner certains aspects de leur identité, souvent associés à leur rôle dans la communauté ou à des idéaux funéraires. Les stèles représentant des enfants les montrent souvent avec des jouets, des animaux ou des fruits, soulignant leur statut et leur rôle au sein de la famille.
Les objets représentés sur les stèles funéraires gallo-romaines jouent un rôle fondamental dans la compréhension des pratiques, des croyances et du mode de vie des défunts et de leurs communautés. Ces éléments iconographiques offrent des indices sur les rites funéraires, la vie quotidienne, les métiers et parfois même le statut social des individus représentés. Voici un aperçu des objets les plus courants et de leurs significations.

### Objets rituels

#### Poculum
Le poculum, une petite coupe ou gobelet, est un objet fréquemment représenté sur les stèles gallo-romaines. Associé aux rites de libation, il symbolise l’acte de verser des liquides (vin, eau, lait) en offrande aux dieux ou aux ancêtres. Ces libations faisaient partie intégrante des rituels funéraires, marquant un lien entre les vivants et les morts. En tant qu’attribut iconographique, le poculum souligne l’importance de ces pratiques dans le cadre du passage vers l’au-delà.

#### Mappa
La mappa, une sorte de serviette ou de nappe, est parfois tenue par les défunts sur les stèles. Elle est interprétée comme un élément lié au banquet funéraire, où les vivants partageaient un repas en l’honneur du défunt. La mappa symbolise ainsi le repas, mais aussi l’acte de rassembler les restes de nourriture ou d’objets rituels destinés à accompagner le défunt dans l’autre monde.

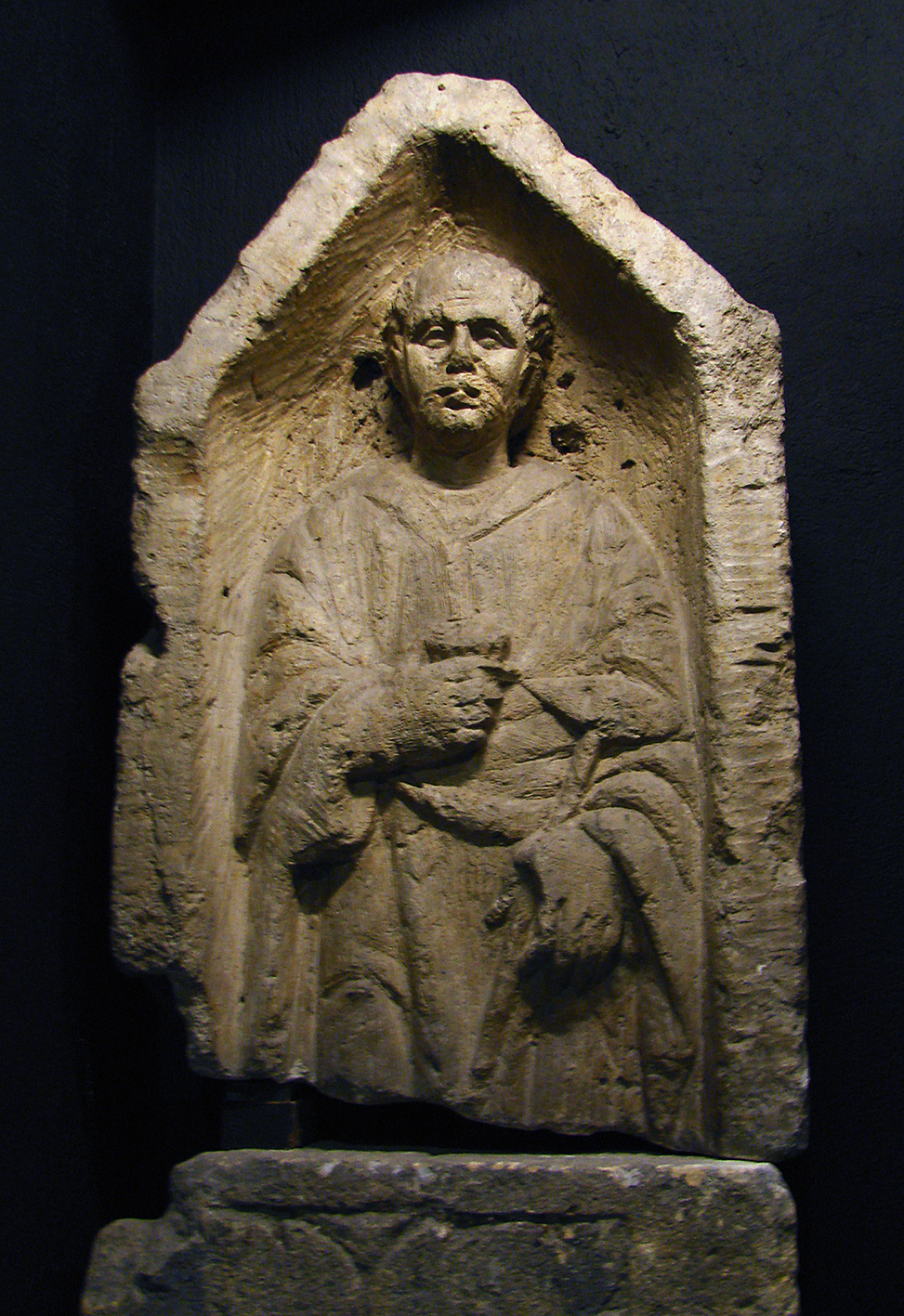
Stèle du tailleur de pierre, Maison de l'archéologie et du patrimoine (Metz)

### Outils professionnels
Certains défunts sont représentés avec des outils liés à leur métier ou à leur fonction dans la communauté, comme :
- Une hache, souvent associée aux charpentiers ou aux menuisiers.
- Un hachoir, suggérant une activité de boucher.
- Des outils artisanaux tels qu’un ciseau, une herminette, ou un fuseau, témoins d’un travail lié à la pierre, au bois, au métal ou au tissage.

Ces représentations permettent d’identifier les professions ou activités valorisées et parfois même d’évaluer le statut social du défunt.

### Objets du quotidien et du banquet
Les objets liés au repas, comme les flacons, les corbeilles ou les outres, évoquent souvent l’idée d’un voyage. Ces éléments symbolisent les vivres nécessaires pour accompagner le défunt dans son cheminement vers le monde des morts. Les corbeilles renvoient à l’image du transport de nourriture ou d’offrandes.
Des objets plus rares, tels que des instruments de musique, peuvent également être représentés sur des stèles. C'est notamment le cas d'une stèle gallo-romaine, conservée au musée François-Pompon de Saulieu (Côte-d'Or), qui figure un orgue hydraulique. Cet instrument, composé de pistons utilisant la pression de l'air et de l'eau, a été inventé au IIIe siècle av. J.-C. et servait à accompagner le chant lors de fêtes ou de cérémonies.

#### Objets non identifiables
Certains objets restent difficiles à identifier. Ils peuvent avoir des significations symboliques oubliées ou refléter des particularités régionales des pratiques funéraires. Ces objets, bien qu’apparemment modestes, offrent une fenêtre sur le quotidien, les croyances et les valeurs des communautés gallo-romaines. Leur analyse dans leur contexte iconographique et archéologique reste essentielle pour approfondir notre compréhension des pratiques funéraires de cette époque.
Les stèles gallo-romaines ne se limitent pas à commémorer les défunts : elles reflètent des aspects culturels, sociaux et spirituels de la société antique. En étudiant leurs détails iconographiques et inscriptions, il est possible de reconstituer une partie des pratiques, croyances et réalités matérielles de l'époque. Ces monuments, parfois schématiques ou inachevés, illustrent aussi les limites techniques et les particularités stylistiques propres aux ateliers locaux, ancrant ces œuvres dans une réalité régionale spécifique.